# François Pollen
 (octobre 2019).
Si vous disposez d'ouvrages ou d'articles de référence ou si vous connaissez des sites web de qualité traitant du thème abordé ici, merci de compléter l'article en donnant les références utiles à sa vérifiabilité et en les liant à la section « Notes et références ».
Pour les articles homonymes, voir Pollen (homonymie).
François P.L. Pollen est un naturaliste néerlandais, né le 8 janvier 1842 et mort le 7 mai 1886.
Il voyage à Madagascar de 1863 à 1866.

## Publications
(Liste partielle)
- 1867 : Een Blik in Madagaskar (P. W. M. Trap, Leyde).
- 1868-1877 : Recherches sur la faune de Madagascar et de ses dépendances, d'après les découvertes de François P. L. Pollen et D. C. Van Dam (J. K. Steenhoff (E. J. Brill), Leyde). Ouvrage qui se compose de :
  - 1re partie. Relation de voyage, par François Pollen ;
  - 2e partie. Mammifères et oiseaux, par Hermann Schlegel (1804-1884) et François Pollen ;
  - 4e partie. Poissons et pêches, par Pieter Bleeker (1819-1878) et François Pollen ;
  - 5e partie. Insectes... par Snellen Samuel Constantinus van Vollenhoven (1816-1880) et Edmond de Sélys Longchamps (1813-1900).
  - Crustacés et échinodermes, par Christiaan Karel Hoffmann (1844-1903).
  - Mollusques, par Johannes Govertus De Man (1850-1930)